# Chen Wei (dissident)
Chen Wei (chinois simplifié : 陈卫), né le 21 février 1969, est un dissident chinois et militant des droits de l'homme. Signataires de la charte 08, il a été condamné à neuf ans de prison pour incitation à la subversion en décembre 2011.

## Biographie
En 1989, il participe aux manifestations de la place Tian'anmen à l'issue desquelles il est arrêté. Il a été emprisonné à la prison de Qincheng et libéré en janvier 1991.
En mai 1992, Chen est à nouveau arrêté pour avoir commémoré le 4 juin 1989 (date anniversaire des manifestations de Tian'anmen) et créé un parti politique démocratique. Il est alors condamné à cinq ans de prison. Au cours de ces années de contestations du pouvoir, Chen Wei s'est peu à peu imposé comme un leader dans l'organisation des actions des droits de l'homme dans la province du Sichuan. 
Chen Wei est l'un des 303 intellectuels chinois signataires de la charte 08 pour promouvoir la réforme politique et le mouvement démocratique chinois dans la République populaire de Chine.
En décembre 2011, le tribunal de Suining, dans la province du Sichuan, a jugé Chen Wei et l'a condamné à neuf ans de prison pour avoir diffusé par internet des écrits favorables à une démocratisation du régime politique chinois. Selon Wang Xiaoyan, la femme de Chen Wei, le tribunal a versé au dossier neuf essais diffusés sur des sites en chinois basés à l'étranger, or ces textes ne sont pas accessibles par les sites internet du territoire chinois.
Son avocat Liang Xiaojun indique que le jugement a duré deux heures et demi. Il a par ailleurs précisé le positionnement de Chen Wei : « Il a dit qu'il n'était pas coupable, qu'il n'avait pas l'intention de renverser le régime politique et qu'il voulait atteindre la démocratie constitutionnelle via des moyens non-violents ». Le haut-commissaire de l'ONU aux droits de l'homme, Navi Pillay, s'est dit « profondément préoccupé » par la teneur de ce jugement. Elle appelle les autorités chinoises à libérer Chen Wei qui a exercé « pacifiquement son droit à la liberté d'expression ».